# Klerk (film)
Klerk är en svensk TV-film från 1976 i regi av Lars G. Thelestam.

## Om filmen
Filmen bygger på en berättelse av Fritiof Nilsson Piraten som ingick i novellsamlingen Historier från Färs från 1940. Den omarbetades till filmmanus av Thelestam och Max Lundgren. Filmen spelades in i Skåne och sändes på TV2 den 17 december 1976. Skådespelaren Willy Keidser omkom ett halvår tidigare i en järnvägsolycka och Klerk blev skådespelaren Åke Engfeldts sista film. I rollistan finns två artister från Operan, premiärdansösen Viveka Ljung och operasångaren Sigurd Björling.

## Handling
Historien inleds med en blodig tjurslakt och därefter följer en dramatisk kedja av händelser kring några människor på den skånska landsbygden, bland dem den enögde slaktaren Klerk.

## Rollista
- Gunnar Öhlund – Klerk
- Viveka Ljung – Estrid
- Kenneth Risberg – Vilhelm
- Kerstin Görander-Nohrborg – Kistena
- Henrik Västberg – lantbrukseleven
- Gunnar Schyman – Per Post
- Sigurd Björling – grannen
- Åke Engfeldt – prästen
- Göthe Grefbo – bonden
- Bengt Hultman – biertapparen
- Sven Löfgren – värdshusvärden
- Gunnar Strååt - gubbe ett
- Willy Keidser – gubbe två